# Gertrúd Stefaneková
Gertrúd Stefaneková (* 19. července 1959 Ózd, Maďarsko) je bývalá maďarská sportovní šermířka, která se specializovala na šerm fleretem. Maďarsko reprezentovala v sedmdesátých, osmdesátých a devadesátých letech. Na olympijských hrách startovala v roce 1980, 1988 a 1992 v soutěži jednotlivkyň a družstev. V roce 1984 přišla o účast na olympijských hrách kvůli bojkotu. V roce 1982 obsadila druhé místo na mistrovství Evropy v soutěži jednotlivkyň. S maďarským družstvem fleretistek vybojovala na olympijských hrách 1980 a 1988 bronzovou olympijskou medaili a v roce 1987 vybojovala s družstvem titul mistryň světa a v roce 1991 titul mistryň Evropy.